# Rudolf Krohn (Politiker)
Rudolf Krohn (* 29. September 1917 in Berlin; † 12. August 1995 ebenda) war ein deutscher Politiker (CDU).
Rudolf Krohn besuchte eine Volksschule und machte eine Lehre als Werkstattklempner und Installateur. Er arbeitete als Montageschlosser im Flugzeugbau. 1938 musste er zum Reichsarbeitsdienst und wurde 1943 von der Wehrmacht zur Luftwaffe eingezogen.

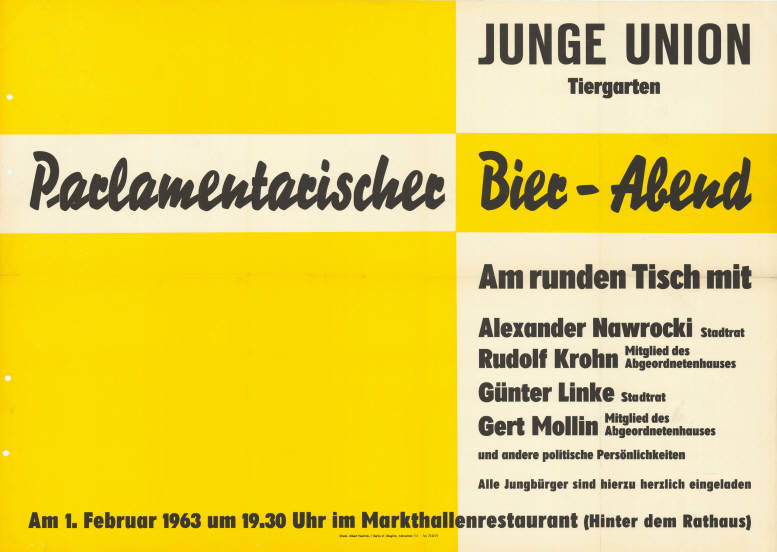
Wahlplakat der Jungen Union Berlin-Tiergarten 1963, Referenten: Alexander Nawrocki, Rudolf Krohn, Günter Linke und Gert Mollin

Nach dem Zweiten Weltkrieg trat Krohn 1945 der CDU bei und wurde Angestellter bei der Berliner BEWAG. Bei der ersten Berliner Wahl 1946 wurde er in die Bezirksverordnetenversammlung (BVV) im Bezirk Lichtenberg gewählt. 1949 wechselte er in den (West-Berliner) Bezirk Wedding und wurde bei der Wahl 1950 in die BVV Wedding gewählt. Doch im Mai 1951 rückte Krohn in das Abgeordnetenhaus von Berlin nach, da Charles Schmidt zum Bezirksstadtrat im Wedding gewählt wurde. Bis Februar 1963 gehörte Krohn dem Parlament an.